# José Ortega y Gasset
José Ortega y Gasset (ur. 9 maja 1883 w Madrycie, zm. 18 października 1955 tamże) – filozof i eseista hiszpański.

## Życiorys
Ortega y Gasset był synem José Ortega Munilla i Dolores Gasset Chinchilla, córki redaktora liberalnej gazety El Imparcial. Uczył się u jezuitów w Maladze, a następnie krótko u Miguela de Unamuno w Salamance. Potem podjął w Madrycie studia prawnicze i filozoficzne, które ukończył w 1904 r. z tytułem doktorskim uzyskanym za rozprawę "Groza wieku tysięcznego". Dalsza kariera potoczyła się wyjątkowo szybko. Podjął współpracę z pismem II Imparcial, założonym przez jego dziadka, a w roku następnym udał się na wędrówkę do Niemiec, gdzie studiował na uczelniach w Lipsku, Berlinie i Marburgu. To wywarło na niego największy wpływ. Ortega powiedział później, że przeżył w Marburgu decydujące lata swojej młodości, znalazł bowiem warunki do rozwijania własnych zdolności, a także mistrzów, którzy stali się jego przewodnikami po filozofii. Byli to przede wszystkim Hermann Cohen, Paul Natorp i Georg Simmel. Pod ich wpływem, z którego miał wyzwolić dopiero po latach, stał się neokantystą. Po powrocie do Hiszpanii został profesorem logiki w Wyższej Szkole Nauczycielskiej (Escuela Superior del Magisterio), a w 1910 r. otrzymał, mając 27 lat, katedrę metafizyki na uniwersytecie w Madrycie. W tymże roku opublikował też jeden z najgłośniejszych swoich esejów, Adam w raju.
Jego działalność stanowiła także wyzwanie wobec tradycyjnej filozofii panującej na uczelniach Hiszpanii, przede wszystkim wobec spirytualizmu Krauzowskiego, który w połączeniu z wpływami Kościoła zamienił się w scholastyczne moralizatorstwo.
W dążeniu do całościowego spojrzenia tkwi zapewne źródło filozofii Ortegi y Gasseta, zwanej racjowitalizmem, która opiera się na dwóch kamieniach węgielnych: na przekonaniu, że istnieje tylko racjonalny sposób poznania rzeczy, i po drugie na tym, że problem życia, w którym nasze własne, jednostkowe życie jest tylko fragmentem. Była to więc owa hiszpańskość przełożona na język filozofii. Pisze wiele, w 1911 r. studia o Freudzie, w 1913 r. o ideałach Husserla, w 1917 r. o Schelerze, następnie wnikliwie rozprawy o Goethem, Kancie, w 1933 r. o Diltheyu. Dużo tłumaczył i sam organizował działalność translatorską i wydawniczą dzięki pismom jakie zakładał, i seriom wydawniczym, którymi kierował (sławna „Biblioteca de ideas del Siglo XX”).
W okresie dyktatury de Rivery Ortega y Gasset nie krył swoich republikańskich przekonań, zwalczał faszyzm wykorzystując swój wielki, rzeczywisty autorytet. Został członkiem Kortezów, ale po wojnie domowej wyjechał na emigrację. Przebywał w Holandii, Argentynie, Francji, i Portugalii. W czasie tych wędrówek pisze między innymi prace: „Historia jako system” (1941) i „Schemat kryzysu”. W 1946 r. powrócił do Hiszpanii, ale nie skorzystał z propozycji objęcia katedry uniwersyteckiej i poświęcił się całkowicie twórczości naukowej. Wiele rozpraw powstałych w tym czasie ukazało się dopiero po jego śmierci.
Zmarł w październiku 1955 roku.

## Przekłady na język polski
- Medytacje o „Don Kichocie”, Wyd. Muza, Warszawa 2008, ISBN 978-83-7495-368-9 (Meditaciones del Quijote 1914)
- Dehumanizacja sztuki i inne eseje, wyd. I: Warszawa 1980, Wyd. Czytelnik, ISBN 83-07-00056-4; wyd. II (zawiera tylko część esejów z wyd. I): Wyd. Muza, Warszawa 1996, s. 219 (La deshumanización del Arte e Ideas sobre la novela 1925)
- Bunt mas wyd. I: (Bunt mas i inne pisma socjologiczne, tłum. P. Niklewicz, R. Woźniakowski – Bunt mas: I. Bunt mas, II. Kto rządzi światem?; Pisma socjologiczne: Rozmyślania o technice (Ensimismamiento y alteración. Meditación de la técnica 1939), Człowiek i ludzie (El hombre y la gente – kurs z lat 1949-1950 opublikowany w roku 1957), Rozmyślania o Europie (De Europa meditatio quaedam – wykład wygłoszony w roku 1949)) Warszawa 1982, Wyd. PWN, str. 765, wyd. II i III (Bunt mas): Warszawa 1995, 1997, 2008, Wyd. Muza, ISBN 83-7079-468-8 ISBN 83-7079-906-X ISBN 978-83-7495-564-5 (La rebelión de las masas 1929)
- Wokół Galileusza, tłum. E. Burska, Wydawnictwo Spacja, 1993, ISBN 83-85277-11-0 (En torno a Galileo, kurs z lat 1933–1934; opublikowany w części w roku 1942 pod tytułem Esquema de las crisis)
- Ewolucja teorii dedukcyjnej. Pojęcie zasady u Leibniza, Wyd. Słowo/Obraz Terytoria, Gdańsk 2004, ISBN 83-89405-43-1 (La Idea de principio en Leibniz y la evolución de la teoría deductive, 1947, opublikowane 1958).
- Rozmyślania o Europie, Wydawnictwa Uniwersytetu Warszawskiego, Warszawa 2006, s. 92, ISBN 83-235-0183-1 (wykład wygłoszony w Berlinie w roku 1949 z tytułem łacińskojęzycznym De Europa meditatio quaedam, opublikowany w 1960 roku).
- Szkice o miłości, Przekład: Krzysztof Kamyszew, posłowie: Małgorzata Szpakowska; il.: Jerzy Nowosielski. Warszawa 1989, Wyd. Czytelnik, Str. 198, ISBN 83-07-01597-9 (Estudios sobre el amor)
- Velazquez i Goya, Wybór: Stanisław Cichowicz, przekład: Rajmund Kalicki, Warszawa 1993, Wyd. Czytelnik, s. 284, ISBN 83-07-02278-9 (Papeles sobre Velázquez y Goya 1950)
- Po co wracamy do filozofii?, (Tematy podróżne; Zadanie naszych czasów; Zmierzch rewolucji; Historyczne znaczenie teorii Einsteina; Ani witalizm ani racjonalizm; Po co wracamy do filozofii?; Zmienność losów nauki; Dzieje jako system; Idee i przeświadczenia), zbiór tekstów - wybrał i wstępem opatrzył Stanisław Cichowicz, przeł. Ewa Burska, Magda Iwińska, Anna Jancewicz, Wydawnictwo Spacja, 1992, s. 240, ISBN 83-85277-07-2
- Wprowadzenie dla niemieckich czytelnikStara i nowa polityka ów, wyd. Aureus, Kraków 2012. ISBN 978-83-60741-51-1
- Medytacje o „Don Kichocie" (fragment pod tytułem Medytacje nad „Don Kichotem”), Stara i nowa polityka: Esej o estetyce zamiast prologu: Prawda i perspektywa: Nie „nowoczesny”, ale bardzo „dwudziestowieczny": Magia tego, co być powinno: Uwagi o myśleniu, jego teurgia i jego demiurgia, tłum. R. Gaj, w: R. Gaj, Ortega y Gasset, wyd. Wiedza Powszechna, Warszawa 2007, ISBN 978-83-214-1386-0